# CFOSAT
CFOSAT (англ. Chinese-French Oceanic Satellite) — совместная миссия китайского (CNSA) и французского (CNES) космических агентств, целью которой является мониторинг ветров и волн на поверхности океанов и оптимизация моделирования морских прогнозов, используемых морской метеорологией а также сбор данных о физических процессах во время формирования и эволюции волн. Для достижения этой цели мини-спутник (около 600 кг) использует два радара (скаттерометры): SWIM, разработанный CNES, измеряет направление, высоту и длину волны, и SCAT — направление и скорость ветра. Разработка спутника началась в начале 2010 года. 29 октября 2018 года аппарат был выведен на орбиту. Срок службы миссии не менее 3 лет.

## История
История миссии началась в 2006 году, когда Китай и Франция подписали меморандум о взаимопонимании по CFOSAT. Проект был запущен в Пекине в марте 2007 года. Технико-экономическое проектирование радара SWIM, разработанного Thales Alenia Space в Тулузе, началось в мае 2007 года. В январе 2009 года запущено предварительное проектирование инструмента SWIM. Решение о переходе к этапу реализации было принято в декабре 2010 года. Научная часть проекта поддерживается в Китае со стороны Национальной спутниковой службы океанических исследований (NSOAS), а во Франции - со стороны LATMOS при участии Метео-Франс и французского океанографического института IFREMER.

## Цели
Характеристика волн представляет собой один из основных типов данных в морской метеорологии. Их получение обеспечивает прогнозы состояния моря , которые важны для многих видов деятельности, таких как морской транспорт, работы на море, морской туризм и борьба с загрязнением моря. Состояние моря зависит от многих факторов: местный ветер, морское дно, течения, характеристики волнообразующих факторов (скорость и расстояния), приливы, отливы и др. Картографирование этих явлений, необходимое для прогнозов, все еще несовершенно.
CFOSAT предназначен для проведения крупномасштабных наблюдений за локальным приземным ветром (направлением и скоростью), а также за направлением, амплитудой и длиной волн.
- Основная цель состоит в том, чтобы улучшить прогнозы состояния моря, составляемые морской метеорологией, путем построения более точных моделей на основе данных, собранных спутником на протяжении нескольких лет.
- Вторичной целью является улучшение понимания работы локальных физических процессов, таких как возникновение мёртвой зыби, возникающей в отдаленных регионах моря, под действием местных ветров.

Ожидаемая производительность выглядит следующим образом:
- Определение направления волн с пространственным разрешением от 50x50 до 70x70 км² и точностью около 15°.
- Определение длины волн, размером 70-500 м с точностью от 10 до 20 %.
- Определение высоты волны более 40-50 см с точностью 10 %.
- Определение направления ветра по ширине 900 км относительно земной поверхности с пространственным разрешением от 25x25 до 50x50 км² с точностью ± 20°, при скорости ветра от 4 до 24 м/с.
- Определение скорости ветра с точностью ± 2 м/с (до 10%).
- Сбор данных с поверхности планеты с временным разрешением от 1 до 2 дней.
- Передача данных менее чем за 3 часа.

## Прогресс
CFOSAT был выведен на орбиту китайской ракетой Чанчжэн 2C вместе с четырьмя китайскими и одним белорусским наноспутниками 29 октября 2018 года. Спутник движется по гелиосинхронной орбите с высотой 519 км и наклоном 97°. Спутник возвращается на трассу каждые 13 дней. Данные принимаются и обрабатываются как наземными станциями Китая, так и Франции. Чтобы составить прогнозы, данные предоставляются менее чем за 3 часа для объединения в единую целостную модель. Сбор данных о ветрах по всему земному шару составляет 3 дня и 13 дней для данных о параметрах волн. Начальная продолжительность миссии 3 года. В конечном итоге собранные данные могут быть включены в европейскую базу данных GMES.

## Характеристики
CFOSAT — это компактный 3-осевой стабилизированный мини-спутник весом 650 кг, имеющий приблизительно кубическую форму (1,4х1,4х1,2 м). Ожидаемый срок службы 3 года. Спутник включает платформу CAST 2000, предоставленную Китаем, и полезную нагрузку с двумя приборами SWIM и SCAT. Точность наведения составляет 0,1°. Энергия обеспечивается солнечными батареями, развернутыми на орбите, которые вырабатывают 1500 Вт в начале миссии и 1300 Вт в конце миссии. В теневой стороне орбиты энергия восстанавливается от батарей емкостью 60 ампер-часов.

### Научные инструменты
- SWIM (прибор для исследования и мониторинга поверхностных волн) представляет собой скаттерометр, разработанный CNES, который измеряет волновые свойства (направление, длину волны). SWIM — это радар с реальной апертурой, работающий в Ku-диапазоне (13,2 — 13,6 ГГц). Радар испускает 6 лучей 2×2° с низкой частотой падения (от 0 до 10° с шагом 2°) относительно местной вертикали. Вращением (6 оборотов в минуту) лучи охватывают область радиусом 88 км. Наклон водной поверхности на одной линии определяется вариациями отражения луча радара. В инструменте используется инновационный принцип, разработанный Thales Alenia Space, ранее создавшей встроенные инструменты Cryosat, SARAL и Jason. Характеристики прибора оптимизированы для измерения длинноволнового излучения (70 - 500 метров)[11].
- SCAT является векторным ветровым скаттерометром, разработанный CNSA, который измеряет направление и скорость приземного ветра. Лучи радаров вращаются с большим углом падения (18 ~ 50°)[12].